# Charles Petersen (politiker)
 For alternative betydninger, se Charles Petersen. (Se også artikler, som begynder med Charles Petersen)
Charles Otto Petersen (født 16. december 1877, død 21. december 1971) var en dansk politiker, fagforeningsmand og formand for Landstinget.
Petersen var søn af filehuggermester A.A. Petersen (død 1889) og hustru Ida Adelaide f. Wandrup (død 1914). Han var oprindeligt i handelslære, blev ansat ved  statsbanerne 1899, ekspedient 1913, udenfor aktiv tjeneste fra 1919. Medlem af bestyrelsen for Dansk Jernbaneforbund 1902-38, viceforretningsfører 1907, formand 1914-38; medlem af De samvirkende Fagforbunds forretningsudvalg 1928-40; medlem af Landstinget 1928-47, tingets formand 1940-47.
Han var medlem af Lønningsrådet 1919-42, af Lønningskommissionerne af 1919 og 1929 og af Sparekommissionen af 1921.
Petersen var desuden formand for Statstjenestemændenes Centralorganisation I 1917-42 og for Statsfunktionærernes Låneforening 1939-49; medlem af Rigsretten 1936-47, Udenrigspolitisk Nævn 1939-47, Toldrådet til 1952 og Jernbanerådet, af bestyrelsen for Statsbanepersonalets Låne- og Spareforening af 1883, 1923-49, af bestyrelsen for Statsbanepersonalets Sygekasse 1904-47 og af styrelsen for Uheldsforsikringsforeningerne for DSB's Personale til 1949 og medlem af direktionen for Embeds- og Bestillingsmændenes Spare- og Lånekasse.
Han blev gift 17. februar 1948 med Thora Petersen, f. Wickmann den 1. juni 1893.